# Irving Layton
Irving Layton (născut Israel Pincu Lazarovici; n. 12 martie 1912, Târgu Neamț, Regatul României – d. 4 ianuarie 2006, Montreal, Canada) a fost un poet și scriitor canadian de etnie evreiască, originar din România.

## Biografie
Familia sa a emigrat în 1913 în Canada și s-a stabilit la Montreal.
În 1934 s-a înscris la MacDonald College, luându-și în 1939 licența în științe agricole.
În 1936 a cunoscut-o pe Faye Lynch, cu care s-a căsătorit în 1938.
Scârbit de viața pe care o ducea, și furios datorită ororilor săvârșite de Hitler, s-a înrolat în 1942 în armata canadiană.
Divorțează de prima soție și se căsătorește cu pictorița Betty Sutherland, cu care are primii doi copii: Maxwell Rubin (1946) și Naomi Parker (1950).
În 1943 a fost lăsat la vatră.